# あやめ (人工衛星)
あやめ（英語: Experimental Communications Satellite、ECS）は宇宙開発事業団 (NASDA) が1979年2月6日に打ち上げた人工衛星（実験用静止通信衛星）である。静止衛星軌道への投入には失敗した。失敗の翌年に予備衛星のあやめ2号が打ち上げられたが、同様に静止軌道への投入に失敗している。

## 目的
ミリ波周波数帯の通信実験と電波伝播特性の調査、追跡管制技術・姿勢制御技術などの静止衛星関連技術の確立を目的とする。

## 特徴
あやめは技術試験衛星II型「きく2号(ETS-II)」に続き、日本独自の静止衛星技術を確立するための衛星であった。また、ミリ波帯を宇宙通信用に世界に先駆けて開発しようとする野心的な衛星でもあり、国産のミリ波帯高出力進行波管増幅器を搭載するとともに、ミリ波帯とマイクロ波帯の周波数を衛星上でクロスリンクできるなど多くの工夫がされていた。
ミリ波帯は降雨減衰の影響を大きく受けること、開発コストが高いことなど短所がある一方、広い帯域の未利用の周波数を利用でき、高速の通信に利用できること、小型のアンテナで高い利得を得られる等の利点がある。

## 開発
1967年度から郵政省電波研究所(RRL)において研究が進められていた計画で、1968年度からは日本電信電話公社の協力を得ながらミッション機器のエンジニアリングモデル(EM)の試作が行われていた。1969年のNASDA設立によって衛星本体部分の開発はNASDAの担当となり、ミッション部分の開発をRRLが担当することとなった。当初は旧Nロケットでの打ち上げを予定していたが、1970年度の新N計画への移行によってN-Iロケットでの打ち上げに変更された。NASDAでは1971年度に概念設計、1972年度に予備設計、1975年度に基本設計を行い、1976年度には前年度にRRLから引き継いだミッション機器の開発研究の成果を踏まえた詳細設計を1977年3月までに行った。また、プロトフライトモデル(PFM)及びフライトモデル(FM)の製作を開始し、1978年9月に完了した。

## 打ち上げ
1979年2月6日にN-Iロケット5号機で種子島宇宙センターから打ち上げられた。衛星は、長楕円の静止トランスファ軌道へ投入されたが、2月9日に同軌道から静止軌道への軌道変更のために行われたアポジモーターの噴射中に衛星からの電波が途絶え、計画されていた静止軌道への投入に失敗した。衛星が第3段から分離される際にヨーウェイトの動作に異常が発生、第3段モータが衛星に接触したため衛星に異常を来たしたことが原因と考えられている。